# إليزابيث بست تايلور
إليزابيث بست تايلور (بالإنجليزية: Elizabeth Best Taylor)‏ هي عاملة إجتماعية نيوزيلندية، ولدت في 21 سبتمبر 1868، وتوفيت في 27 أبريل 1941.